# 安恕镇
安恕镇，是中华人民共和国吉林省辽源市东辽县下辖的一个乡镇级行政单位。

## 行政区划
安恕镇下辖以下地区：
兴业社区、富民社区、杏山村、黄羊村、车道村、岳家村、乌龙村、花园村、曲家村、毕家村、北安村、小城村、城仁村、关门村、乌鸣村、李趟村、泉眼村、石驿村、大道村、彩岚村和长兴村。